# Globos de Ouro 1999

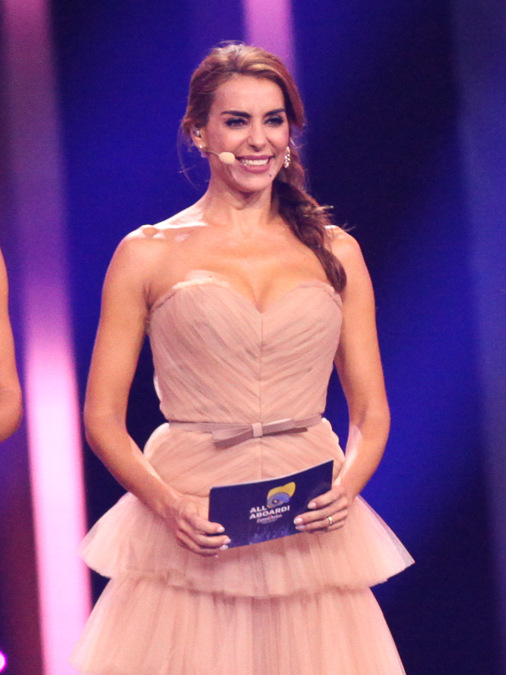
Catarina Furtado

Die 4. Verleihung der portugiesischen Auszeichnung Globo de Ouro fand am 11. April 1999 im Coliseu dos Recreios in Lissabon statt. Sie wurde von Catarina Furtado moderiert.
Als Stargäste im Rahmenprogramm traten u. a. Roxette auf.
Die Auszeichnung erhielten im Jahr 1999 folgende Persönlichkeiten:

## Kategorien

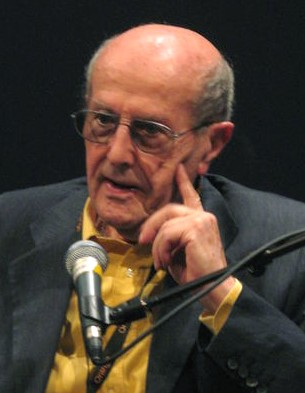
Manoel de Oliveira

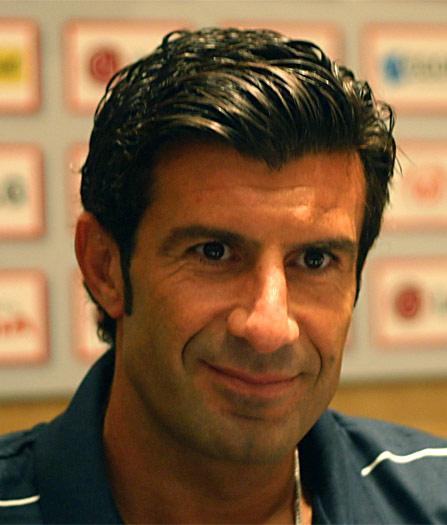
Luís Figo

### Kino
- Bester Film: Zona J von Leonel Vieira
  - nominiert: Os Mutantes von Teresa Villaverde
- Bester Regisseur: Manoel de Oliveira
  - nominiert: Teresa Villaverde für Os Mutantes
- Beste Schauspielerin: Ana Bustorff für Sapatos Pretos (Regie: João Canijo) und Zona J (Regie: Leonel Vieira)
  - nominiert: Ana Moreira für Os Mutantes (Regie: Teresa Villaverde)
- Bester Schauspieler: Diogo Infante für Pesadelo Cor de Rosa (Regie: Fernando Fragata)
  - nominiert: Alexandre Pinto für Os Mutantes (Regie: Teresa Villaverde)
  - nominiert: Félix Fountoura für Zona J (Regie: Leonel Vieira)

### Sport
- Persönlichkeit des Jahres: Luís Figo

### Mode
- Persönlichkeit des Jahres: Manuel Alves und José Manuel Gonçalves

### Theater
- Persönlichkeit des Jahres: Ruy de Carvalho

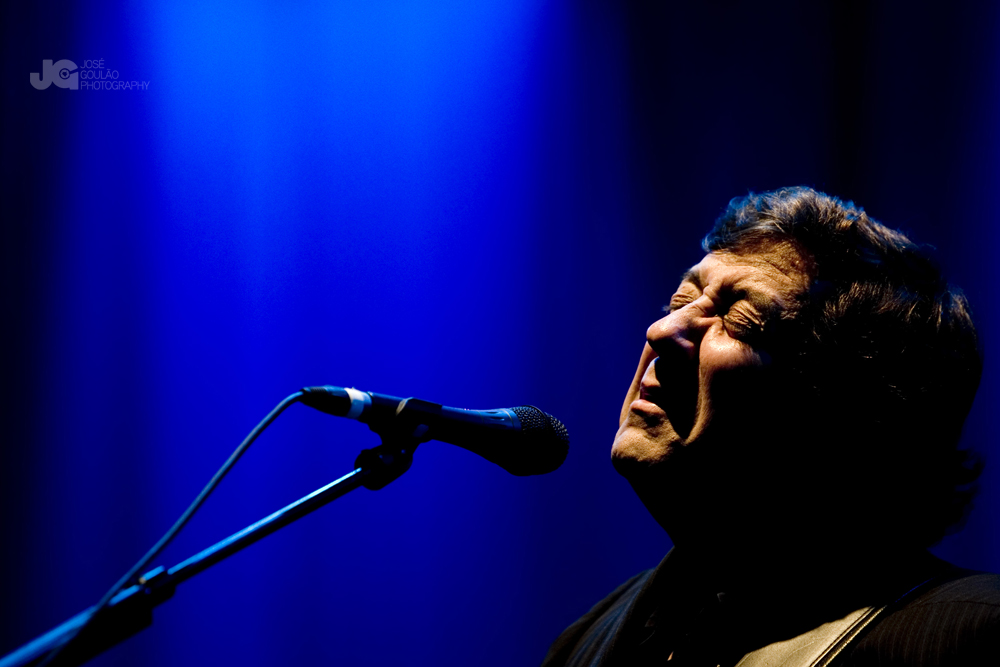
Rui Veloso

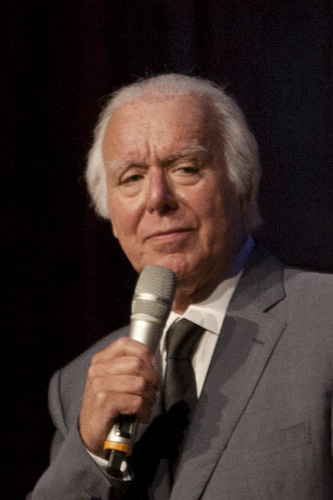
Carlos do Carmo

### Musik
- Bester Einzelinterpret: Rui Veloso
- Beste Gruppe: Silence 4
- Bestes Lied: Todo o tempo do mundo – Rui Veloso

### Fernsehen
- Bester Moderator Information: José Alberto Carvalho
- Bester Moderator Unterhaltung: Herman José
- Beste Sendung Fiktion und Komödie: Médico de Família
- Beste Sendung Unterhaltung: Herman Enciclopédia
- Beste Sendung Information: Grande Reportagem

### Lebenswerk
- Carlos do Carmo